# Мармор, Кристиан
Кристиан Мармор (эст. Kristian Marmor; 27 февраля 1987, Тюри, Ярвамаа) — эстонский футболист и игрок в пляжный футбол, правый полузащитник и защитник. Выступал за национальную сборную Эстонии.

## Биография

### Клубная карьера
Воспитанник футбольной школы «Флора» (Кехтна). В 2003 году начал выступать на взрослом уровне в низших дивизионах за команды из системы таллинской «Флоры» — «СК Лелле» и «Тервис». В высшем дивизионе Эстонии дебютировал 22 мая 2004 года в составе «Флоры» в игре против «Валги», выйдя на замену на 67-й минуте вместо Йоэля Линдпере. Впервые отличился голом в высшей лиге 20 марта 2005 года в составе «Валги» в матче против таллинского «Динамо».
В 2006 году перешёл в таллинскую «Левадию». В первом сезоне не был игроком основного состава, сыграв только 5 матчей, а сезон 2007 года вовсе пропустил. В 2008—2009 годах был твёрдым игроком основного состава клуба, сыграв в каждом сезоне более 30 матчей. Трижды в составе «Левадии» становился чемпионом Эстонии.
По окончании сезона 2009 года принял решение завершить профессиональную карьеру. Затем некоторое время играл за дубль «Левадии» и за любительский клуб «Ганвикс» из родного города. В 2013 году сыграл два матча в первой лиге за «Тарвас» (Раквере).
С 2009 года выступал в мини-футболе и пляжном футболе за таллинский клуб «Аугур», играл на позиции нападающего. Неоднократно был чемпионом и призёром первенств Эстонии в этих видах спорта.

### Карьера в сборной
Выступал за юношеские и молодёжные сборные Эстонии, начиная с 17 лет.
В национальной сборной Эстонии дебютировал 29 мая 2009 года в товарищеском матче против Уэльса, заменив на 73-й минуте на Ало Дупикова. Этот матч остался для игрока единственным в составе сборной.
Позднее выступал за сборную Эстонии по пляжному футболу, а в 2017—2019 годах был её играющим тренером.

## Достижения
- Чемпион Эстонии: 2006, 2008, 2009